# Kampfsportabzeichen „Dynamo“
Das Kampfsportabzeichen  war ein Kampfsportabzeichen des Ministeriums für Staatssicherheit, des Ministeriums des Innern sowie der Zollverwaltung  der Deutschen Demokratischen Republik, welches 1972 in drei Stufen gestiftet wurde. Die einzelnen Stufen waren nur an einer kleinen römischen Ziffer am unteren Rand erkennbar. Die Verleihung erfolgte an alle Angehörige bei erfolgreicher Ablegung der vorgegebenen Sportleistungen in fünf Kategorien. Dazu zählten
- Schießen
- Kugelstoßen (wahlweise auch Klimmzüge oder Gewichtheben)
- 400 Meter Sturmbahn-Lauf
- 3000 Meter-Lauf sowie
- Kleiderschwimmen

## Erste Form
Die Erste Form dieses Abzeichens, welches von 1972 bis 1985 verliehen wurde, zeigt eine grün emaillierte Spange mit der Aufschrift: KAMPFSPORT mit angeprägten Zwischenstück, auf dem die Flagge der DDR mit Staatswappen abgebildet ist. Wiederum an dieses Zwischenstück angeprägt ist eine runde Medaille, die von einem lorbeerähnlichen Gebilde umschlossen ist. Ausgefüllt für die Medaille von einem Angehörigen der bewaffneten Organe der DDR mit Gewehr in der Hand, der über ein Balkenhindernis mit Wassergraben springt. In den dargestellten Wellen ist die römische Ziffer I für die Stufe I, die II für die Stufe II und die III für die Stufe III zu lesen. Selbiges Abzeichen wurde an die Angehörigen des MdI, vorwiegend der Volkspolizei verliehen, die statt des Wappens der DDR einen Polizeistern zeigt (siehe Kampfsportabzeichen des MdI)

## Zweite Form
Die Zweite Form des Abzeichens, welches 1986 eingeführt wurde, erfuhr im Gegensatz zu seinem Vorgängermodell eine radikale Änderung. Es zeigte nunmehr zentral das Symbol der Sportvereinigung Dynamo auf rotem Grund, dessen D von einem Lorbeerkranz umschlossen war. Den oberen Rand des Abzeichens bildete eine stilisierte wehende Flagge mit der Aufschrift: KAMPFSPORT. Sowohl das D, wie auch der Lorbeerkranz und die Flagge waren in der Farbe der verliehenen Stufe, bronzen, silbern oder golden gehalten. Die Höhe dieses Abzeichens betrug 35 mm und seine Breite ebenfalls 35 mm (gemessen an der breitesten Stelle). Abschließend war das Abzeichen mit Polyesterharz überzogen. Die Rückseite des Abzeichens ist glatt und zeigt eine waagerecht verlötete Nadel mit Gegenhaken.
1987 wurde das Abzeichen erneut geändert. Die Form blieb gleich, das Abzeichen maß jedoch nur noch 31 mm. Die Umrisse der Fahne, die Loberzweige und die Aufschrift wurden schwarz.